# سینیگاما
سینیگاما (به لاتین: Sinigama) یک منطقهٔ مسکونی در سری‌لانکا است که در استان جنوبی (سری‌لانکا) واقع شده‌است.